# Anonconotus pusillus
Anonconotus pusillus är en insektsart som beskrevs av Carron och Sardet 2002. Anonconotus pusillus ingår i släktet Anonconotus och familjen vårtbitare. Inga underarter finns listade i Catalogue of Life.